# Ramularia heraclei
Ramularia heraclei (Oudem.) Sacc. – gatunek grzybów z klasy Dothideomycetes. Grzyb mikroskopijny, fitopatogen pasożytujący na niektórych gatunkach roślin z rodziny selerowatych (Apiaceae). Powoduje plamistość liści.

## Systematyka i nazewnictwo
Pozycja w klasyfikacji według Index Fungorum: Ramularia, Mycosphaerellaceae, Capnodiales, Dothideomycetidae, Dothideomycetes, Pezizomycotina, Ascomycota, Fungi.
Gatunek ten opisał Cornelius Anton Jan Abraham Oudemans w 1877 r. nadając mu nazwę Cylindrosporium heraclei. Obecną, uznaną przez Index Fungorum nazwę nadał mu Pier Andrea Saccardo w 1886 r.
Synonimy:
- Cylindrosporium heraclei Oudem. 1873
- Ramularia heraclei var. apii-graveolentis Sacc. & Berl. 1888

## Charakterystyka
Na porażonych roślinach powoduje powstawanie okrągławych lub nieregularnych, czasami ograniczonych nerwami plam o wymiarach 2–10 × 2–3 mm. Są zielono-brązowo-szare, zielonobrązowe lub brązowoczarne z ciemniejszą obwódką. U starszych plam środek żółknie. Zarodniki tworzą się na obydwu stronach liści w postaci nalotu, na dolnej stronie zwykle jest on silniejszy.
Endofit, jego grzybnia jest zanurzona w tkankach rośliny. Konidiofory 1–4–komórkowe, o wymiarach 9–80 (–92) μm × 2,3–3,4 (–4,6) μm. Konidia powstają w łańcuszkach. Są zazwyczaj dwukomórkowe, rzadziej 1– lub 3–4–komórkowe, cylindryczne, elipsoidalne lub podłużnie jajowate, o wymiarach 11–37 × 2,3–4,6 μm.

## Występowanie
Znane jest występowanie Ramularia heraclei w Europie, Ameryce Północnej (USA, Kanada) i Rosji.
Jest polifagiem. W Polsce notowany na następujących gatunkach roślin: szalej jadowity (Cicuta virosa), kolendra siewna (Coriandrum sativum), barszcz syberyjski (Heracleum sibiricum), barszcz zwyczajny (Heracleum sphondylium), lubczyk ogrodowy (Levisticum officinale), pasternak zwyczajny (Pastinaca sativa). Poza Polską notowany także na selerach zwyczajnych (Apium graveolens) i barszczu perskim (Heracleum persicum).